# La vendetta del corsaro
La vendetta del corsaro conosciuto anche come The Pirates Revenge, è un film del 1951 diretto da Primo Zeglio.
È stato l'ultimo film, prima della sua prematura scomparsa, dell'attrice dominicana Maria Montez. Conosciuto anche come The Pirates Revenge.

## Trama
Allo stesso tempo, per vendicare la morte del padre, ucciso a tradimento dal governatore spagnolo e liberare sua sorella, ch'egli tiene prigioniera, il conte Enrico di Roccabruna decide di diventare corsaro. Questo è infatti l'unico modo per lui di liberarsi del governatore. La nave di Roccabruna, "Folgore", diviene il terrore della marina spagnola.